# 第199回国会
第199回国会（だい199かいこっかい）とは、2019年（令和元年）8月1日に召集された臨時国会。会期は同年8月5日までの5日間。

## 概要
2019年（令和元年）7月21日に執行された第25回参議院議員通常選挙の結果を受けて、参議院の新しい構成を定めることが主眼であり、初日の参議院本会議では新議員の議席指定、参議院の議長・副議長選出・任命が行われた。
また、126代天皇・徳仁の天皇即位（令和への改元）後初の国会召集でもある。召集日の開会式では徳仁が天皇として初めて臨席し、「おことば」を述べた。

## 各党・会派の議席数
| 計465、2019年（令和元年）8月1日時点 - 自由民主党・無所属の会 - 285 - 立憲民主党・無所属フォーラム - 70 - 国民民主党・無所属クラブ - 39 - 公明党 - 29 - 日本共産党 - 12 - 日本維新の会 - 11 - 社会保障を立て直す国民会議 - 8 - 社会民主党・市民連合 - 2 - 希望の党 - 2 - 無所属 - 7 - 欠員 - 0 | 計245、2019年（令和元年）8月5日時点 - 自由民主党・国民の声 - 113 - 立憲民主党・民友会・希望の会 - 35 - 公明党 - 28 - 国民民主党・新緑風会 ‐ 25 - 日本維新の会- 16 - 日本共産党 - 13 - 沖縄の風 - 2 - れいわ新選組 - 2 - 碧水会 - 2 - みんなの党 - 2 - 各派に属しない議員 - 6 - 欠員 - 1 |

## 今国会の動き

### 召集前
- 6月26日 - 第198回国会が閉会。
- 7月4日 - 「令和元年七月二十一日に参議院議員の通常選挙を施行することを公示する詔書」に基づき、第25回参議院議員通常選挙公示[注 5]。
- 7月21日 - 第25回参議院議員通常選挙執行。
  - 与党の自民党・公明党が改選定数の過半数（63）を超える計71議席を獲得[6]。
- 7月29日
  - 内閣官房長官：菅義偉が衆議院及び参議院の議院運営委員会に第199回国会（臨時国会）を召集することを伝達し、両議院の了承が得られたために閣議で召集日を決定[1]。
  - 「令和元年八月一日に、国会の臨時会を東京に召集する詔書」が公示[注 6]。

### 会期中
- 8月1日 - 召集。
  - 参議院では正副議長の選挙が行われ、参議院議長に山東昭子議員、副議長に小川敏夫議員が選出された[7]。
  - 開会式。5月1日に即位した今上天皇は即位後初となる開会式に出席し、国会召集のおことばを述べた[8]。
- 8月5日 - 会期末。
  - 参議院本会議にて埼玉県知事選挙への立候補を表明している大野元裕（第24回埼玉選挙区選出・国民民主党会派所属）が8月1日に提出していた議員辞職願を許可[9][10]。

## 委員会・審査会・調査会
| 委員会・審査会                                     | 委員長・会長 | 所属会派                     |
| -------------------------------------------------- | ------------ | ---------------------------- |
| 内閣委員会                                         | 牧原秀樹     | 自由民主党・無所属の会       |
| 総務委員会                                         | 江田康幸     | 公明党                       |
| 法務委員会                                         | 葉梨康弘     | 自由民主党・無所属の会       |
| 外務委員会                                         | 若宮健嗣     | 自由民主党・無所属の会       |
| 財務金融委員会                                     | 坂井学       | 自由民主党・無所属の会       |
| 文部科学委員会                                     | 亀岡偉民     | 自由民主党・無所属の会       |
| 厚生労働委員会                                     | 冨岡勉       | 自由民主党・無所属の会       |
| 農林水産委員会                                     | 武藤容治     | 自由民主党・無所属の会       |
| 経済産業委員会                                     | 赤羽一嘉     | 公明党                       |
| 国土交通委員会                                     | 谷公一       | 自由民主党・無所属の会       |
| 環境委員会                                         | 秋葉賢也     | 自由民主党・無所属の会       |
| 安全保障委員会                                     | 岸信夫       | 自由民主党・無所属の会       |
| 国家基本政策委員会                                 | 佐藤勉       | 自由民主党・無所属の会       |
| 予算委員会                                         | 野田聖子     | 自由民主党・無所属の会       |
| 決算行政監視委員会                                 | 海江田万里   | 立憲民主党・無所属フォーラム |
| 議院運営委員会                                     | 高市早苗     | 自由民主党・無所属の会       |
| 懲罰委員会                                         | 篠原孝       | 国民民主党・無所属クラブ     |
| 災害対策特別委員会                                 | 望月義夫     | 自由民主党・無所属の会       |
| 政治倫理の確立及び公職選挙法改正に関する特別委員会 | 山口俊一     | 自由民主党・無所属の会       |
| 沖縄及び北方問題に関する特別委員会                 | 末松義規     | 立憲民主党・無所属フォーラム |
| 北朝鮮による拉致問題等に関する特別委員会           | 山口壯       | 自由民主党・無所属の会       |
| 消費者問題に関する特別委員会                       | 土屋品子     | 自由民主党・無所属の会       |
| 科学技術・イノベーション推進特別委員会             | 古本伸一郎   | 国民民主党・無所属クラブ     |
| 東日本大震災復興特別委員会                         | 古川禎久     | 自由民主党・無所属の会       |
| 原子力問題調査特別委員会                           | 高木毅       | 自由民主党・無所属の会       |
| 地方創生に関する特別委員会                         | 松野博一     | 自由民主党・無所属の会       |
| 憲法審査会                                         | 森英介       | 自由民主党・無所属の会       |
| 情報監視審査会                                     | 浜田靖一     | 自由民主党・無所属の会       |
| 政治倫理審査会                                     | 細田博之     | 自由民主党・無所属の会       |

| 委員会・審査会・調査会                       | 委員長・会長 | 所属会派                     |
| -------------------------------------------- | ------------ | ---------------------------- |
| 内閣委員会                                   | 石井正弘     | 自由民主党・国民の声         |
| 総務委員会                                   | 秋野公造     | 公明党                       |
| 法務委員会                                   | （欠員）     |                              |
| 外交防衛委員会                               | 中川雅治     | 自由民主党・国民の声         |
| 財政金融委員会                               | 中西健治     | 自由民主党・国民の声         |
| 文教科学委員会                               | （欠員）     |                              |
| 厚生労働委員会                               | 石田昌宏     | 自由民主党・国民の声         |
| 農林水産委員会                               | 堂故茂       | 自由民主党・国民の声         |
| 経済産業委員会                               | 浜野喜史     | 国民民主党・新緑風会         |
| 国土交通委員会                               | 羽田雄一郎   | 国民民主党・新緑風会         |
| 環境委員会                                   | 那谷屋正義   | 立憲民主党・民友会・希望の会 |
| 国家基本政策委員会                           | 鉢呂吉雄     | 立憲民主党・民友会・希望の会 |
| 予算委員会                                   | 金子原二郎   | 自由民主党・国民の声         |
| 決算委員会                                   | 二之湯智     | 自由民主党・国民の声         |
| 行政監視委員会                               | 芝博一       | 立憲民主党・民友会・希望の会 |
| 議院運営委員会                               | （欠員）     |                              |
| 懲罰委員会                                   | 室井邦彦     | 日本維新の会                 |
| 災害対策特別委員会                           | 山本博司     | 公明党                       |
| 沖縄及び北方問題に関する特別委員会           | 石橋通宏     | 立憲民主党・民友会・希望の会 |
| 政治倫理の確立及び選挙制度に関する特別委員会 | 渡辺猛之     | 自由民主党・国民の声         |
| 北朝鮮による拉致問題等に関する特別委員会     | 山谷えり子   | 自由民主党・国民の声         |
| 政府開発援助等に関する特別委員会             | 松山政司     | 自由民主党・国民の声         |
| 消費者問題に関する特別委員会                 | 宮澤洋一     | 自由民主党・国民の声         |
| 東日本大震災復興特別委員会                   | 徳永エリ     | 国民民主党・新緑風会         |
| 国際経済・外交に関する調査会                 | 水落敏栄     | 自由民主党・国民の声         |
| 国民生活・経済に関する調査会                 | 増子輝彦     | 国民民主党・新緑風会         |
| 資源エネルギーに関する調査会                 | 鶴保庸介     | 自由民主党・国民の声         |
| 憲法審査会                                   | 岡田広       | 自由民主党・国民の声         |
| 情報監視審査会                               | 中曽根弘文   | 自由民主党・国民の声         |
| 政治倫理審査会                               | 有村治子     | 自由民主党・国民の声         |